# Panic of Girls
Panic of Girls je deváté studiové album americké New Wave skupiny Blondie. Album produkovali Jeff Saltzman a Kato Khandwala a vyšlo u vydavatelství Eleven Seven/EMI dne 30. května 2011.

## Seznam skladeb
| Pořadí | Název                    | Autor                                                   | Délka |
| ------ | ------------------------ | ------------------------------------------------------- | ----- |
| 1.     | D-Day                    | Deborah Harry, Barb Morrison, Charles Nieland           | 3:37  |
| 2.     | What I Heard             | Matt Katz-Bohen, Laurel Katz-Bohen                      | 3:15  |
| 3.     | Mother                   | Harry, Kato Khandwala, Ben Phillips                     | 3:09  |
| 4.     | The End, the End         | Harry, Khandwala, Phillips                              | 3:41  |
| 5.     | Girlie Girlie            | Anthony Davis, Lloyd Douglas, Steve Golding             | 3:25  |
| 6.     | Love Doesn't Frighten Me | Matt Katz-Bohen, Laurel Katz-Bohen                      | 3:18  |
| 7.     | Words in My Mouth        | Harry, Morrison, Nieland                                | 4:19  |
| 8.     | Sunday Smile             | Zach Condon                                             | 4:48  |
| 9.     | Wipe Off My Sweat        | Harry, Chris Stein, Matt Katz-Bohen, Paradise N. Efecto | 4:13  |
| 10.    | Le Bleu                  | Stein, Gilles Riberolles                                | 4:28  |
| 11.    | China Shoes              | Harry, Stein                                            | 4:21  |

## Sestava
- Debbie Harry – zpěv
- Chris Stein – kytara
- Clem Burke – bicí, perkuse, doprovodný zpěv
- Paul Carbonara – kytara
- Leigh Foxx – baskytara
- Matt Katz-Bohen – varhany, piáno, klávesy
- Elliot Easton – kytara
- Zach Condon – trubka
- Tommy Kessler – kytara